# 주러시아 대한민국 대사관
주러시아 대한민국 대사관은 1990년 당시 소련(현재의 러시아) 모스크바에 개설된 대한민국 외교부 소속의 대사관이다.

## 연혁
- 1990년 1월 30일 주모스크바 대한민국 영사처 창설 요원 모스크바 도착(임시 사무소 메즈두나로드나야 호텔내 사무동의 KOTRA 사무실)
- 1990년 2월 11일 정부, 러 외무부 영사국에 주모스크바 영사처 개설 정식 통보.
- 1990년 3월 2일 공로명 초대 주모스크바 영사처장 부임.
- 1990년 3월 주모스크바 영사처 사무소, 코스모스 호텔로 이전. 이후 레닌스키 프로스펙트에 있는 스프로스(Spros) 호텔로 이전.
- 1990년 9월 30일 한국-소련 외교 관계 수립.
- 1990년 10월 30일 주소련 대한민국 대사관으로 승격.
- 1991년 12월 27일 대한민국 정부가 러시아 연방을 승인함에 따라 주러시아 대한민국 대사관으로 개편됨.
- 1992년 2월 대사관 독립 청사로 이전.(Spridonovka 14번지(외무성 영빈관 인근)에 있는 구예멘 대사관저)
- 1993년 8월 한국-러시아 외무부간 대사관 부지 상호 교환 합의.
- 2003년 11월 17일 주러시아 대사관 신청사 완공.개관(개관식에 양국 외무장관 참석)

## 역대 공관장
| 대수           | 이 름  | 임기                     |
| -------------- | ------ | ------------------------ |
| 제1대 영사처장 | 공로명 | 1990. 3.2 ~ 1990. 10     |
| 제1대 대사     | 공로명 | 1990년 10월 ~ 1992년 1월 |
| 제2대 대사     | 홍순영 | 1992년 2월 ~ 1993년 3월  |
| 제3대 대사     | 김석규 | 1993년 4월 ~ 1996년 1월  |
| 제4대 대사     | 이정빈 | 1996. 3 ~1998. 4         |
| 제5대 대사     | 이인호 | 1998. 5 ~ 2000. 3        |
| 제6대 대사     | 이재춘 | 2000. 3 ~ 2002.2         |
| 제7대 대사     | 정태익 | 2002. 3 ~ 2004.12.12     |
| 제8대 대사     | 김재섭 | 2004.12.15 ~ 2007.4.15   |
| 제9대 대사     | 이규형 | 2007.4.18 ~ 2010.2.21    |
| 제10대 대사    | 이윤호 | 2010.2.28 ~ 2011.11.9    |
| 제11대 대사    | 위성락 | 2011.11.16 ~ 2015.5.15   |
| 제12대 대사    | 박노벽 | 2015.5.22 ~ 2017.10.24   |
| 제13대 대사    | 우윤근 | 2017.10.25 ~ 2019.05.13  |
| 제14대 대사    | 이석배 | 2019.05.13 ~ 2022.08.12  |
| 제15대 대사    | 장호진 | 2022.08.12 ~ 2023.04.13  |
| 제16대 대사    | 이도훈 | 2023.07. ~ 2025.07.      |

## 관할 구역
주러시아 대한민국 대사관에서는 다음 지역을 관할한다. 주러시아 대한민국 대사관에서는 아르메니아를 겸임하고 있다.
| - 모스크바 - 니즈니노브고로드주 - 랴잔주 - 로스토프주 - 리페츠크주 - 모스크바주 - 벨고로드주 - 보로네시주 - 볼고그라드주 - 브랸스크주 - 블라디미르주 - 사라토프주 - 사마라주 - 스몰렌스크주 - 스베르들롭스크주 - 아스트라한주 - 야로슬라블주 | - 오렌부르크주 - 오룔주 - 울리야놉스크주 - 이바노보주 - 첼랴빈스크주 - 칼루가주 - 코스트로마주 - 쿠르간주 - 쿠르스크주 - 키로프주 - 탐보프주 - 툴라주 - 튜멘주 - 트베리주 - 펜자주 - 다게스탄 공화국 - 마리옐 공화국 | - 모르도비야 공화국 - 바시키르공화국 - 북오세티야 공화국 - 아디게야 공화국 - 우드무르트 공화국 - 인구시 공화국 - 체첸 공화국 - 추바시 공화국 - 카라차예보체르케스카야 공화국 - 카바르디노발카르 공화국 - 칼미크 공화국 - 타타르스탄 공화국 - 스타브로폴 변경주 - 크라스노다르 변경주 - 페름 변경주 - 야말로네네츠 자치구 - 한티만시 자치구 |  |

## 같이 보기

### 일반 주제
- 대한민국-러시아 관계
- 주한 러시아 대사관
  - 주부산 러시아 총영사관
- 주러시아 조선민주주의인민공화국 대사관

### 러시아에 설치한 대한민국 공관
- 주상트페테르부르크 대한민국 총영사관
- 주블라디보스토크 대한민국 총영사관
  - 주유즈노사할린스크 대한민국 출장소
- 주이르쿠츠크 대한민국 총영사관